# 1631 en science
| Années de la science : 1628 - 1629 - 1630 - 1631 - 1632 - 1633 - 1634    |
| Décennies de la science : 1600 - 1610 - 1620 - 1630 - 1640 - 1650 - 1660 |

Cet article présente les faits marquants de l'année 1631 en science.

## Événements
- 16 janvier : Galilée adresse un projet de canalisation du Bisenzio à l'auditeur du tribunal des eaux de Toscane ; le 22 juillet, il envoie un rapport à Ferdinand II de Médicis pour un projet de canalisation de l'Arno[1].

- 7 novembre : transit de Mercure[2], prédit en 1629 par Johannes Kepler[3]. Il est observé à Paris par Pierre Gassendi[4], à Rouffach par Johannes Remus Quietanus (Johann Ruderauf)[5], à Innsbruck par Jean-Baptiste Cysat.
- 6-7 décembre : transit de Vénus, prévu par Kepler[6].
- 16-17 décembre : éruption du Vésuve accompagnée d'un tremblement de terre[7]. 4 000 morts[8].
- Décembre : fin de l'épidémie de peste[9]. La grande peste de Milan aurait tué un million de personnes.

## Publications
- Collectif de jésuites coïmbrais : Commentarii Collegii Conimbricensis, Societatis Iesu, in quatuor libros de coelo, meteorologicos et parva naturalia, Aristotelis Stagiritae (Commentaires sur Du ciel, les Météorologiques et les Parva Naturalia (en) d'Aristote de Stagire, en quatre sections).
- Francis Bacon : traduction de l'Histoire naturelle de Bacon.
- Caspar Bartholin le Vieux : Controversiæ anatomicæ et affines nobiliores ac rariores.
- Jacques Cousinot : Discours au roi touchant la nature, vertus, effects et usage de l'eau minérale de Forges.
- Robert Fludd : Integrum morborum mysterium, sive, Medicinae catholicae tomi primi, tractatus secundus, in sectiones distributus duas …[10].
- Libert Froidmont : Ant-Aristarchus, sive, Orbis-terrae immobilis : liber unicus : in quo decretum S. R. E. Cardinal. an. CI .I C. XVI. adversus Pythagorico-Copericanos editum defenditur. — Le décret de la Congrégation pour la doctrine de la foi (défendu par Froidmont) est celui du 16 mars 1616 (« CI .I C. XVI. »), qui interdit de lecture le De revolutionibus de Copernic parce qu'il présente l'héliocentrisme comme certain.
- Thomas Harriot : Artis analyticæ praxis, publication posthume de Nathanael Tarporley[11] et Walter Warner. L'ouvrage introduit les signes d'inégalité ( < et > ) en mathématiques.
- Fortunio Liceti : De feriis altricis animae nemeseticae disputationes : in quibus encyclopediae, medicinae, philosophiae, celsiorisque sapientiae praesidio propulsantur ab olim culto mirabili mortalium jejunio vulgatae recens oppugnationes Asitiastis de Castro.
- Jean-Baptiste Morin de Villefranche : Famosi problematis de Telluris motu vel quiete hactenus optata solutio, impr. Pierre Ménard, Paris.
- Claude Mydorge :  Prodromi catoptricorum et dioptricorum sive Conicorum operis ad abdita radii reflexi et refracti mysteria praevii et facem praeferentis libri primus et secundus, Paris, J. Dedin.
- William Oughtred : Arithmeticae in numeris et speciebus institutio : quae tum logisticae, tum analyticae, atque adeo totius mathematicus quasi clavis est, Londres. Il contient la règle pour la multiplication abrégée et introduit le signe x.
- Christoph Scheiner : Pantographice seu ars delineandi, Rome.
- António de Sousa de Macedo, Flores de España excelencias de Portugal : en que brevemente se trata lo mejor de sus historias, y de todas las del mundo desde su principio hasta nuestros tiempos, y se descubren muchas cosas nuevas de prouecho, y curiosidad : primera parte, Lisbonne.
- Thomas Walkington, The optick glasse of humors, or, The touchstone of a golden temperature, or, The Philosophers stone to make a golden temper : wherein the foure complections sanguine, cholericke, phligmaticke, melancholicke are succinctly painted forth and their externall intimates laid open to the purblind eye of ignorance it selfe, by which euery one may iudge, of what complection he is, and answerably learne what is most sutable to his nature.

## Naissances

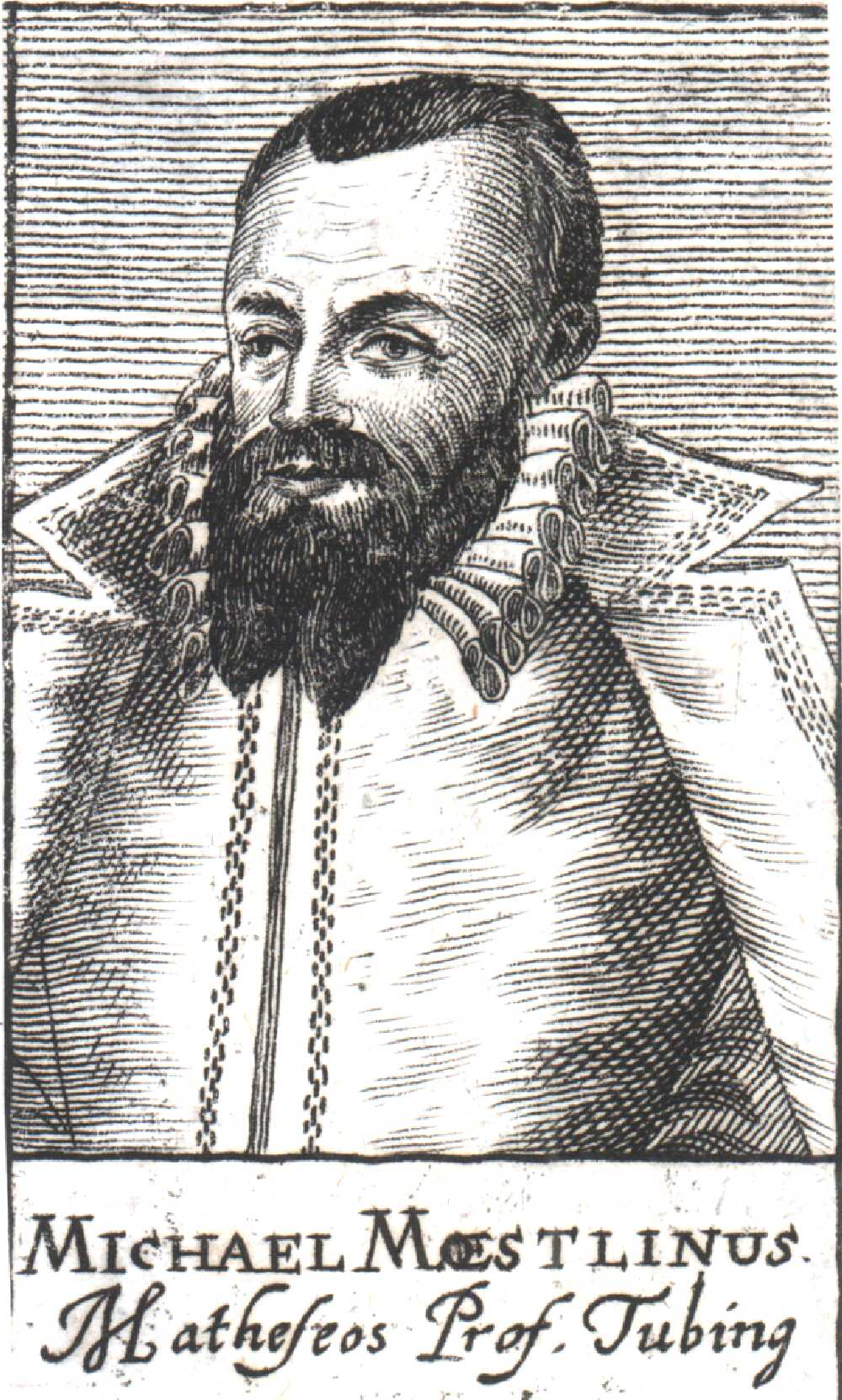
Michael Maestlin.

- 5 août : Adam Adamandy Kochański (pl) (mort en 1700), mathématicien polonais.

- Richard Lower (mort en 1691), médecin et physiologiste anglais.

## Décès
- 3 août : Jean Prévost (né en 1585), médecin et botaniste suisse[12].
- 20 octobre : Michael Maestlin (né en 1550), astronome et mathématicien allemand.
- 26 octobre : Catherine de Parthenay, élève de François Viète et à qui il a dédié l'In artem analyticem isagoge (d'ailleurs probablement rédigé quand il était réfugié chez elle)[13].